# The Left Hand of God
The Left Hand of God is een Amerikaanse dramafilm uit 1955 onder regie van Edward Dmytryk. De film is gebaseerd op de gelijknamige roman uit 1951 van de Amerikaanse auteur W.E. Barrett. De film werd destijds uitgebracht onder de titel Gods linkerhand.

## Verhaal
James Carmody is een Amerikaanse piloot tijdens de Tweede Wereldoorlog. Wanneer in 1944 zijn vliegtuig neerstort boven China, wordt hij gered door een plaatselijke krijgsheer, Mieh Yang. Deze krijgsheer maakt gebruik van de verwarde toestand waar het land zich in verkeert om te roven en te plunderen. Carmody wordt onder dwang zijn raadgever en voert een van zijn troepen aan. Na drie jaar schiet een van de plunderaars een Amerikaanse priester neer en Carmody maakt gebruik van deze situatie om te ontsnappen: hij vermomt zich als de priester en vlucht naar een afgelegen bergdorp.
Eenmaal in het dorp aangekomen wordt Carmody gezien als de nieuwe priester (de oude was onlangs overleden). De enige westerse bewoners zijn dokter David Sigman, diens vrouw Beryl en ziekenzuster Anne Scott. Zij runnen een klein ziekenhuis voor de plaatselijke bewoners in een tijd dat het land in rep en roer is: de communisten en krijgsheren strijden om de macht en daarbij gaan veel onschuldige levens verloren. Anne voelt zich al gauw tot Carmody aangetrokken, maar probeert haar gevoelens te onderdrukken omdat een priester immers niet mag huwen.  Carmody wordt al gauw een populaire priester bij het volk, en het komt dan ook tot een grote verrassing voor een andere priester als Carmody op een dag aan hem opbiecht dat hij geen ware priester is.
Op een dag arriveert generaal Yang in het bergdorpje waar hij werkt en herkent zijn oude raadgever onmiddellijk. Door middel van een spel dobbelen weet Carmody de krijgsheer van zich af te houden. De volgende dag arriveren twee echte priesters in het dorpje en is het tijd voor Carmody om te vertrekken. Voor Anne is dit een teken dat haar liefde voor hem eindelijk zal worden beantwoord.

## Rolverdeling
| Acteur          | Personage     |
| --------------- | ------------- |
| Humphrey Bogart | James Carmody |
| Gene Tierney    | Anne Scott    |
| Lee J. Cobb     | Mieh Yang     |
| Agnes Moorehead | Beryl Sigman  |
| E. G. Marshall  | Dr. Sigman    |
| Jean Porter     | Mary Yin      |
| Philip Ahn      | Jan Teng      |

## Productie
De roman van W.E. Barrett waar de film op is gebaseerd werd door verscheidene filmstudio's overwogen voor verfilming voordat 20th Century Fox in het voorjaar van 1954 de rechten kocht voor $110.000. In april 1951 kocht Howard Hawks de rechten van het boek met plannen om de film te produceren voor RKO Radio Pictures, met Kirk Douglas in de hoofdrol; maar de film kwam niet van de grond. Nadat Fox de rechten had aangekocht, werd in augustus 1954 Gregory Peck aangesteld als hoofdrolspeler; hij werd later dat jaar vervangen door Humphrey Bogart. Het verhaal was destijds controversieel in de Verenigde Staten, omdat het over een personage gaat die een priester imiteert; de strenge filmkeuring eiste dan ook dat Carmody niet het geloof bedrijvend werd afgebeeld.
De film betekent voor zowel Humphrey Bogart als Gene Tierney een van de laatste films van hun carrière. Bogart was een kettingroker en toonde symptomen van kanker, waar hij twee jaar later aan overleed; Tierney kampte met mentale problemen en werd door Bogart gecoacht op de set. Achtergrondscènes werden opgenomen in Hongkong; de film zelf werd opgenomen op de filmset in Malibu, Californië. De draaiperiode was tussen 7 maart en 13 april 1955, met enkele retakes in mei en juni dat jaar.

## Ontvangst
De Nederlandse pers was gematigd enthousiast over de film, maar schreef lyrisch over Humphrey Bogarts vertolking. Criticus van Het Parool schreef: "Dmytryk maakte van [The Left Hand of God] met een scherp oog voor het ruige landschap en de in halftinten verglijdende emoties van Chinese gezichten een enerzijds bedenkelijk, anderzijds boeiend verhaal, waar de evenzeer ruige Bogart voortreffelijk in past." Recensent van De Waarheid schreef: "Het is aan het vakmanschap van regisseur Edward Dmytryk en aan het spel van Humphrey Bogart te danken, dat dit verhaal aannemelijk werd gemaakt."